# 列寧線 (新西伯利亞地鐵)
列寧線是新西伯利亞地鐵的第一條線路。在路線中用紅色表示。它的第一部分，從紅色大道站到學生站，於 1986 年 1 月 7 日開通。這條線經過紅色大道、十月大道、日出街和卡爾馬克思大道下。